# 石頭莊園
石頭莊園（英語：Stone Manor，又稱沙宣道33號）位於香港南區薄扶林沙宣道33號的大宅，建於1930年，被列為二級歷史建築，原為陸佑之子陸運濤舊居，大宅在1970年由霍英東斥資143萬元購入；玻璃窗與大閘上刻着神獸徽章，寫着拉丁文 Samper Fidelis，意為「敬畏的神」。

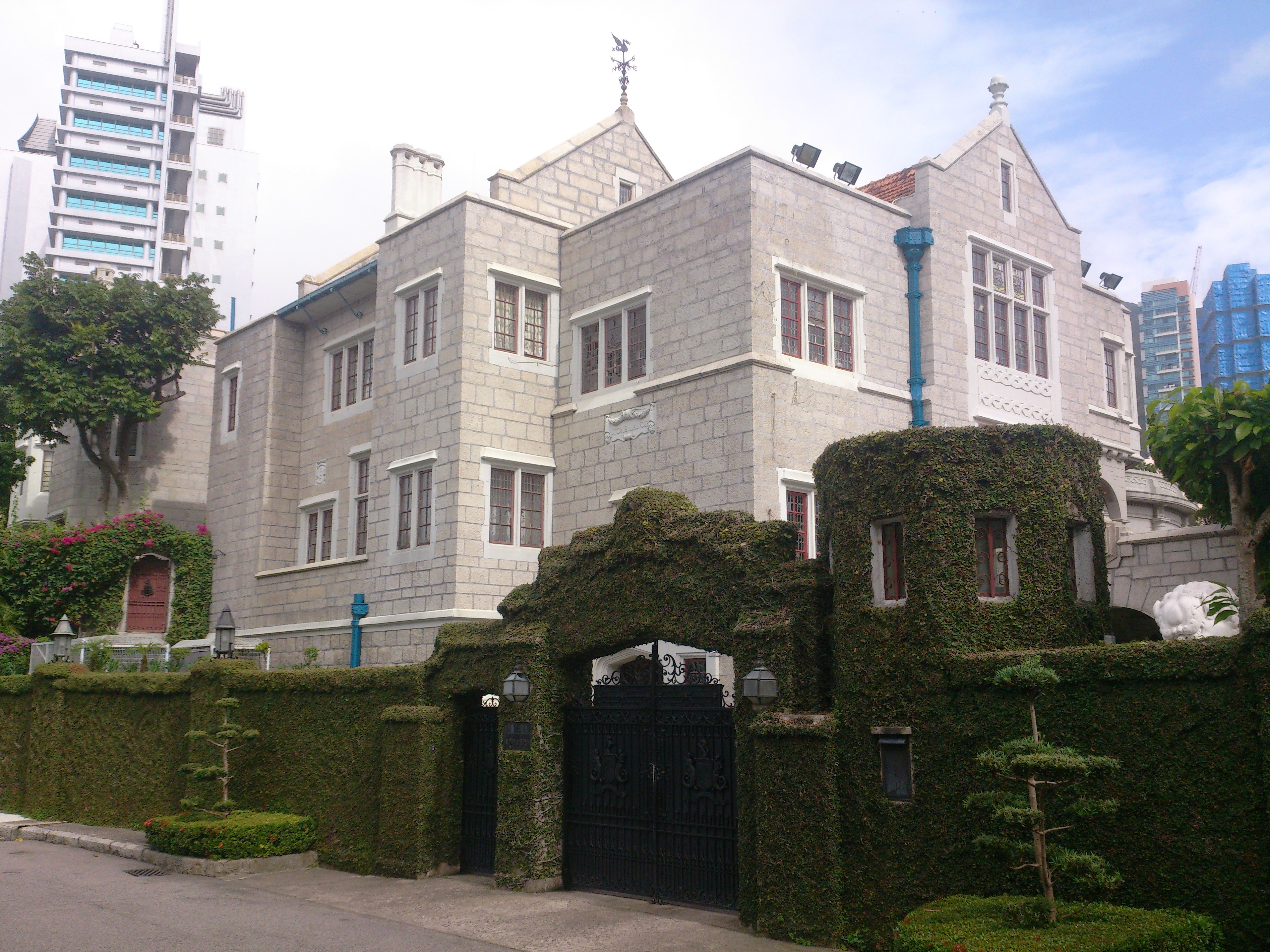
石頭莊園

二戰時，建築物名為「昆明園」，在香港保衛戰時，曾有英軍駐守之，負責軍官是中尉。
在1950年代，曾經被用作皇家海軍已婚軍官宿舍。20年後，房屋售予商人霍英東作為居住之用。其後，古物古蹟辦事處把房屋連車房列為二級歷史建築。

## 特色
大宅樓高三層為歐式建築，背山面海，外望美麗南區海景，能看見南丫島一帶。玻璃窗與大閘上刻着神獸徽章，意為「敬畏的神」。大宅門口種有非常多的綠色植物，與周邊大自然的環境非常融合。